# سیلم (یوتا)
سیلم (به انگلیسی: Salem) شهری در ایالت یوتا کشور ایالات متحده آمریکا است که جمعیت آن در سرشماری سال ۲۰۱۰ میلادی، ۶٬۴۲۳ نفر بوده‌است.